# Rabaska (projet industriel)
Pour l’article homonyme, voir Rabaska.
Rabaska est à la fois le nom d'un projet industrialo-portuaire et celui de la société en commandite (consortium) formée pour le réaliser. Le projet a pour but la création d'un terminal méthanier sur la rive sud du fleuve Saint-Laurent, à Lévis, Québec. Le projet comprend également la construction d'un gazoduc d'environ 42 km reliant le terminal au Gazoduc Trans Québec et Maritimes. Les trois partenaires sont Gaz Métro, Enbridge et Gaz de France. Le président et chef des opérations de Rabaska est André L'Écuyer (par intérim), qui a remplacé Glenn Kelly à la fin août 2008.
Ce projet de 840 millions CAD d'investissement privé a fait l'objet d'un important mouvement de contestation de la part de plusieurs groupes et citoyens mais a reçu l'appui du conseil municipal de la ville de Lévis et de divers groupes politiques et économiques. 
En raison de l'expansion rapide de l'approvisionnement en gaz de schiste provenant des États-Unis, le projet a perdu son intérêt économique. Il a été officiellement abandonné le 3 octobre 2013.

## Description du projet
Le terminal serait construit à Lévis, sur la rive sud du Saint-Laurent, tout près de la limite de la municipalité de Beaumont, et en face de l'île d'Orléans. Les principales composantes seraient :
- une jetée maritime pouvant recevoir des méthaniers, navires transportant du gaz naturel liquéfié ;
- un corridor de service ;
- des conduites cryogéniques souterraines de 1,3 km ;
- deux réservoirs de gaz naturel liquéfié ;
- des équipements de regazéification ;
- un gazoduc de 42 km ;
- début des travaux prévu : 2010 ;
- ouverture prévue : 2014.

Le terminal méthanier de Rabaska a pour but d'importer du gaz naturel liquéfié par voie maritime pour que l'approvisionnement ne dépende plus uniquement du réseau de gazoducs de TransCanada. Les marchés visés sont le Québec et l'est de l'Ontario.

## Historique
Le projet a été présenté en avril 2004. Lors du lancement, le consortium a présenté une zone à l'étude d'environ 3 kilomètres de large en bordure du fleuve Saint-Laurent. Cette zone se situait à cheval sur les municipalités de Lévis et de Beaumont. Après des études dans cette zone, Rabaska a arrêté son choix sur un site d'environ 1 km par 1 km à Lévis. Le projet bénéficie dès le départ d'un fort appui du gouvernement Charest.
Quelques mois plus tard, une forte opposition a favorisé le remplacement à Beaumont du maire favorable par un maire défavorable. Cela a permis la tenue d'un référendum à Beaumont (2 291 habitants) que les opposants au projet ont remporté avec 72 % des suffrages. Dans la ville voisine de Lévis (129 521 habitants), la population s'est prononcée par sondage à 65 % en faveur du projet.
Le Bureau d'audiences publiques sur l'environnement du Québec (BAPE) a débuté le 4 décembre 2006 une enquête avec audiences publiques sur le projet, présidée par M. Qussaï Samak. Cette enquête est menée conjointement avec l'Agence canadienne d'évaluation environnementale. Le 30 janvier 2007, le BAPE a entrepris l'étape de la présentation de 627 mémoires déposés par les citoyens et organisations favorables ou opposés au projet. Ce nombre constituerait un record en ce qui concerne le nombre de mémoires déposés à des audiences publiques du BAPE,. Les audiences ont duré jusqu'au 12 février 2007 et le BAPE a remis son rapport au ministre du Développement durable, de l'Environnement et des Parcs le 30 mai 2007. Rendu public le 5 juillet 2007, le rapport est favorable au projet et donne raison au promoteur sur presque toute la ligne.
Du 15 mai 2008 à juin 2009, le géant russe Gazprom a été partenaire du projet, se joignant ainsi aux trois partenaires originaux, Gaz Métro, Enbridge et Gaz de France. Cette entente de partenariat devait assurer une source d'alimentation en gaz naturel pour le port méthanier. L'approvisionnement aurait débuté en 2014 et serait provenu du gisement de Chtokman dans la mer de Barents. Cette entente a quand même soulevé certaines inquiétudes à cause de la position de quasi-monopole de Gazprom dans le domaine du gaz naturel en Europe, et des liens très forts entre la société et l'État russe. Gazprom s'est retiré du projet en juin 2009.
En mars 2010, la présidente et chef de la direction de Gaz Métro, Sophie Brochu, a reconnu que la construction du port méthanier était retardée, mais que sa société y tenait toujours. En juin 2012, elle réitère que le consortium ne veut pas enterrer définitivement le projet, même si la chute du prix nord-américain du gaz naturel (de 10 $ à 2,75 $ le millier de pieds cubes) ne rend plus l'entreprise économiquement rentable; le projet pourrait cependant redevenir actif si le prix remontait à 8 ou 10 $. Toutefois, elle omet de renouveler le bail des terres réservées pour ce projet, qui venait à échéance le 31 décembre 2012. En octobre 2013, le gouvernement Marois annonce que le dossier est classé et que les terres concernées seront retournées au zonage agricole.

## L'opposition au projet
Une forte majorité des militants environnementalistes et des gens ayant à cœur l'environnement sont défavorables à l'idée de construire un port méthanier à cet endroit. Le cheval de bataille des opposants est le risque écologique et le risque d'explosion due au gaz naturel. Des villes des États-Unis ont refusé de construire ce type de port même dans des zones inhabitées. De plus, le fleuve Saint-Laurent demeure une voie navigable délicate et reconnue comme telle à travers le monde, ce qui cause des inquiétudes reliées à la possibilité d'accidents maritimes. 
D'autres s'opposent au projet en mentionnant qu'il est principalement destiné à l'exportation de gaz aux États-Unis et en Ontario.
Un grand nombre de personnes autres que des militants environnementalistes rejettent le projet, notamment des artistes, des citoyens, des élus, des conseils municipaux, etc. Un « campement autogéré » s'est tenu à Lévis du 8 au 24 août 2008 pour mobiliser la population et bloquer le projet de port méthanier. Selon Le Devoir, le départ de Thomas Mulcair, alors ministre de l’Environnement du gouvernement Charest, « fut en grande partie lié à son opposition à ce projet qu’il estimait trop risqué pour être situé à cet endroit. »